# Motorola RAZR
Motorola RAZR, auch MOTORAZR ist der Name einer Reihe von Klapphandys des US-amerikanischen Herstellers Motorola. Sie zählen zu den meistverkauften Mobiltelefonen weltweit. Besonderheit der RAZR-Reihe ist ein flaches, dafür aber breites Metallgehäuse. Die Tastatur besteht aus einer geschlitzten Metallplatte.
Der Name RAZR leitet sich von englisch razor (‚Rasierer‘, ‚Rasierklinge‘) ab und wird von Motorola mit dieser Aussprache beworben – ‚RAZR‘ und ‚razor‘ sind also Homophone. Das flache und teils angeschrägte Design der Mobiltelefone der RAZR-Serie erinnert an eine Rasierklinge.

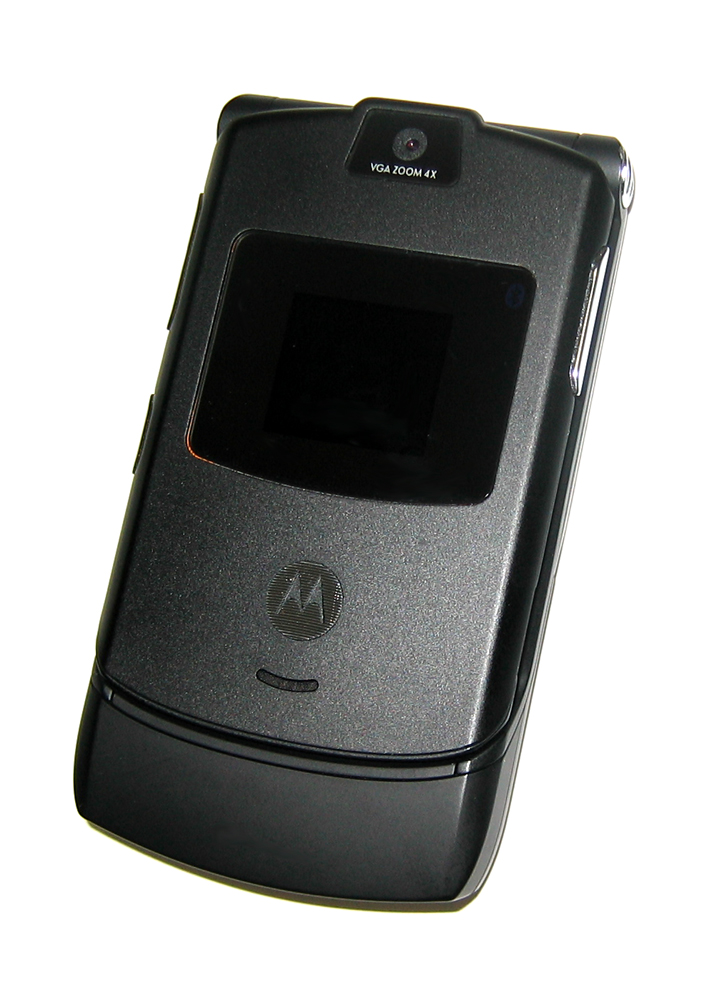
Motorola RAZR V3

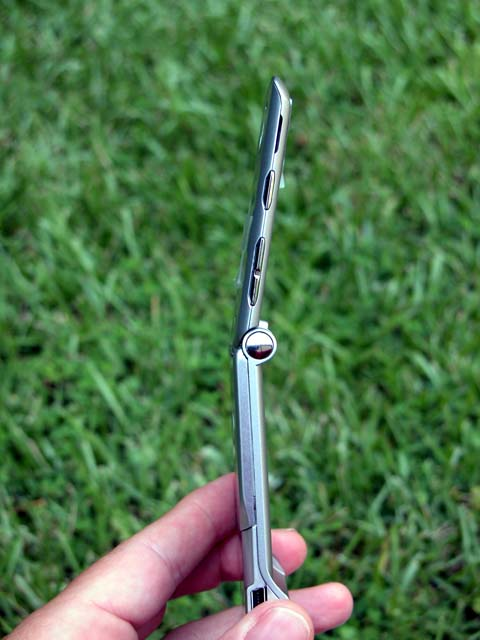
Seitenansicht eines Motorola RAZR

## Modelle
Die RAZR Serie wurde 2003 mit Mobiltelefonen mit Klappfunktion und besonders dünnem Profil eingeführt. 2011 wurde das erste Android-Smartphone der Serie veröffentlicht. Durch Co-Branding-Projekte mit Dolce & Gabbana und Swarovski wurden mehrere Sondermodelle vermarktet.

### V3

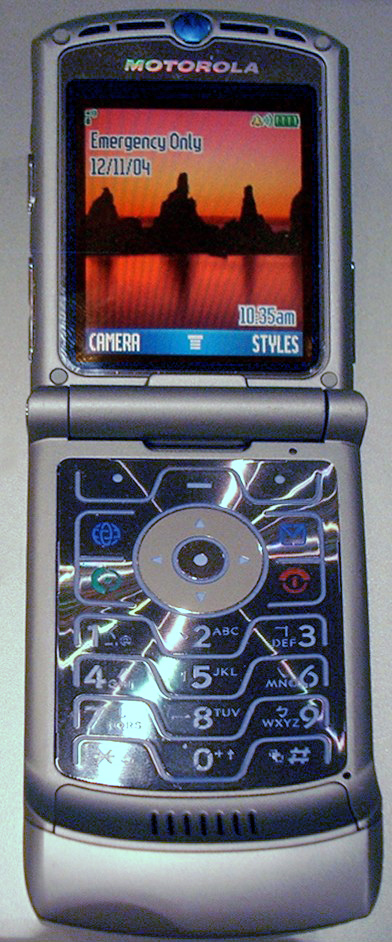
RAZR V3

Das V3 war das erste Mobiltelefon, das den Namen RAZR trug, und wurde im Oktober 2004 zu einem Preis von 750 Euro auf dem Markt eingeführt. Es verfügt über zwei Farbbildschirme. Der Hauptbildschirm mit einer Diagonale von 2,2 Zoll bei 176 × 220 Bildpunkten sowie ein kleiner Bildschirm an der Außenseite mit 96×80 Bildpunkten. Es erregte wegen seines Aussehens Aufsehen, jedoch wurde schnell Kritik an Ausstattung und Qualität laut. Bereits zum Erscheinungszeitpunkt galt die Auflösung der Kamera mit 640 × 480 Pixel (VGA) und der nicht erweiterbare Flash-Speicher mit etwa 5 MB als unterdurchschnittlich. Die Abmessungen des Mobiltelefons betragen 98 × 53 × 14 mm bei einem Gewicht von 95 Gramm. Die Gesprächsdauer beträgt 7 Stunden, die Standbyzeit 10,4 Tage.

### V3i
Das V3i ist die unmittelbare Weiterentwicklung des V3 und hatte seine Markteinführung November 2005 zu einem Preis von 380 Euro. Gegenüber dem V3 wurde unter anderem das Telefonbuch verbessert, die Auflösung der eingebauten Kamera wurde auf 1,3 Megapixel erhöht und ein MP3-Player hinzugefügt. Eine weitere neue Funktion ist eine Spracherkennung. Mit ihr lassen sich nach kurzem (Sprech-)Training des Benutzers Kontakte aus dem Telefonbuch wählen, Telefonnummern diktieren sowie unter anderem die Kamera per Sprache aktivieren. Außerdem wurde der interne Speicher vergrößert und ein Steckplatz für microSD-Karten bis 512 MB, mit modifizierter Firmware bis 1024 MB hinzugefügt. Das V3i wurde meist mit einer 64-MB-Speicherkarte verkauft. Die Abmessungen des Mobiltelefons betragen 96 × 53 × 14 mm bei einem Gewicht von 96 Gramm. Die Gesprächsdauer beträgt 7 Stunden, bei 10,4 Tagen Standbyzeit.

### V3im
Das V3im ist der Nachfolger des V3i. Der MP3-Player wurde durch den iTunes-Player von Apple ersetzt, so dass bis zu 100 Titel mit der Musik-Software iTunes übertragen werden können. Die Bedienung des Menüs lehnt sich leicht an die des iPod an.

### V3x
Das Modell V3x setzt die RAZR-Reihe fort und erweitert sie um ein UMTS-taugliches Gerät. Es verfügt über eine 2-Megapixel-Kamera, größere und höher aufgelöste Displays, sowie eine gesteigerte Akku-Kapazität. Diese ist jedoch durch einen im Vergleich zu o. g. Geräten erhöhten Energieverbrauch bedingt. Die mit einer Ladung maximal erreichbare Gesprächsdauer liegt dennoch erheblich niedriger, während die Zeit im Bereitschaftsbetrieb auf gleichem Niveau blieb (Gesprächsdauer: 4 Stunden, Standby: 14 Tage). Darüber hinaus ist das RAZR V3x um 30 Gramm schwerer und mit einer Höhe von 20 mm um ca. 5 mm dicker als V3 und V3i (Gewicht: 125 Gramm Maße: 99 × 53 × 19,6 mm). Zudem verfügt es nicht über das SIM Access Profile, das im Zusammenhang mit Freisprechanlagen immer mehr an Bedeutung gewinnt. Eine Gesprächsdauer von zwei Stunden ist möglich.

### V3xx
Im Dezember 2006 erschien das V3xx, zwar nur mit einer 1,3-Megapixel-Kamera, dafür aber mit HSDPA- (3,6 Mbit/s) und EDGE-Unterstützung. Sein Gehäuse ist 15 mm hoch. Das V3xx gibt es auch als V3xx UMTS.

### maxx V6
Das RAZR maxx V6 wurde ebenfalls im Dezember 2006 auf dem Markt eingeführt. Mit 15,9 mm Gehäusestärke ist es dicker als seine Vorgänger und verfügt neben HSDPA und EDGE auch über eine 2-Megapixel-Kamera. Zur Erweiterung des 50 MB großen internen Speichers ist ein MicroSD-Kartensteckplatz vorhanden. Die Besonderheit bei diesem RAZR ist, dass im aufgeklappten Zustand innen eine Kamera sichtbar wird.

### RAZR² V8
Ab dem 20. Juli 2007 wurde in Deutschland Modell RAZR² V8 angeboten. Die Abmessungen des Mobiltelefons betragen 103 × 53 × 12 mm bei einem Gewicht von 130 Gramm. Es besitzt eine 2-Megapixel-Kamera und hat einen Speicher von 425 MB, der aber nicht erweiterbar ist. Es besitzt kein UMTS oder HSCSD.

### RAZR² V9
Im 4. Quartal 2007 kam das RAZR² V9 auf den Markt. Die Abmessungen des Mobiltelefons betragen 103 × 53 × 13,3 mm bei einem Gewicht von 130 Gramm. Die Akkulaufzeit hält bei voller GSM-Sendeleistung laut den Herstellerangaben 3 Stunden 30 Minuten mit einer Standbyzeit von 10 Tagen und 20 Stunden. In Amerika wurde ein V9x vertrieben, das zusätzlich mit internem GPS und Navigationssoftware ausgeliefert wurde.

### Android-Modellreihe (Droid RAZR)
Im Oktober 2011 stellte Motorola ein Modell mit Android-Betriebssystem vor, mit dem nach über drei Jahren der Name RAZR fortgeführt wird. Im Gegensatz zu den vorherigen Modellen ist das neue RAZR (in den USA als Droid RAZR bezeichnet) jedoch nicht als Klapphandy ausgeführt; ein markantes Feature der Vorgängermodelle.

#### RAZR (XT910)

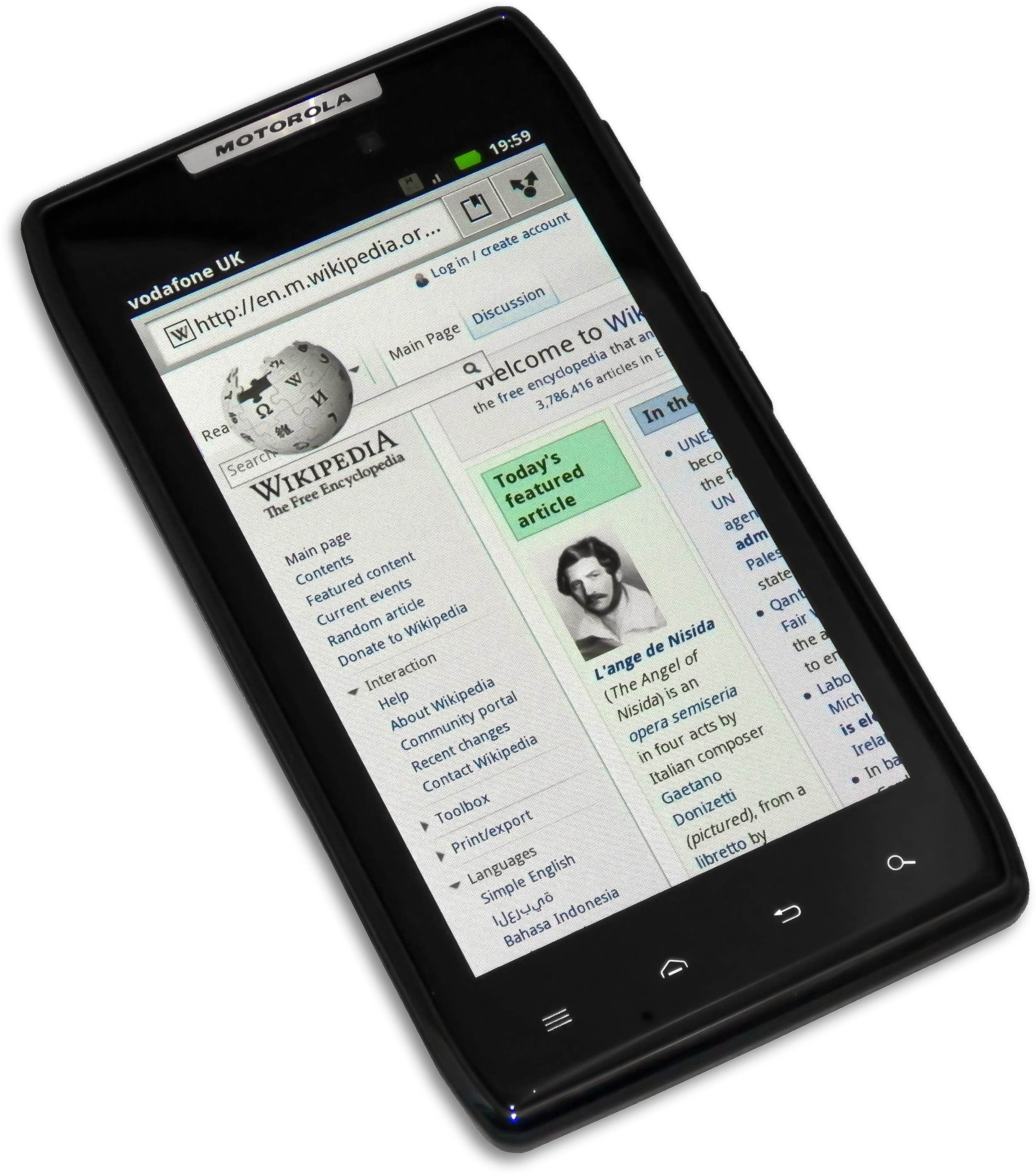
Motorola RAZR XT910

Das neue RAZR ist mit 7,1 Millimeter sehr dünn. Die Rückseite ist mit Aramidfasern verstärkt, was dem Gehäuse eine besondere Stabilität verleihen soll. Der Super-AMOLED-Touchscreen hat eine Bildschirmdiagonale von 4,3 Zoll (109 mm), der interne Speicher ist 16 GB groß, das Gerät hat eine 8-Megapixel-Kamera und läuft unter Android 2.3.6 Gingerbread. Das RAZR ist zudem das erste Android-Smartphone, das mit Bluetooth 4.0 ausgestattet werden soll (2. Quartal).
In den USA ist seit Januar 2012 zudem unter dem Namen „Droid RAZR Maxx“ eine etwas dickere Version des RAZR mit einem fast doppelt so starken Akku erhältlich. Dieses Modell wird seit Juli 2012 auch in Deutschland unter dem Namen „RAZR Maxx“ vertrieben.

#### RAZR HD / RAZR Maxx HD (XT925/926)
Am 5. September 2012 stellte Motorola den Nachfolger des RAZR, das RAZR HD vor.
Das RAZR HD hat einige technische Verbesserungen erhalten und unterstützt auch den LTE-Standard und NFC. Das Gerät verfügt außerdem über einen 4,7 Zoll großes HD-Super-AMOLED-Touchscreen, ein Qualcomm Snapdragon S4-Dual-Core-Prozessor mit je 1,5 GHz pro Kern und einen 2500 mAh starken Akku. Das RAZR Maxx HD ist ein RAZR HD mit einem stärkeren 3300 mAh Akku.

#### RAZR M
Das RAZR M wurde ebenfalls am 5. September 2012 von Motorola vorgestellt und ist der kleine Bruder des RAZR HD. Das Gerät verfügt ebenfalls über ein LTE-Modem und besitzt ebenso ein Qualcomm Snapdragon S4-Prozessor mit ebenfalls 1,5 GHz pro Kern. Außerdem ist ein kleinerer 4,3 Zoll qHD-Super-AMOLED-Touchscreen und ein 1650 mAh starker Akku an Bord. Das Smartphone wird ebenfalls noch mit Android 4.0.4 Ice Cream Sandwich ausgeliefert.

#### RAZR i
Im September 2012 wurde neben dem RAZR M (XT905/XT906/XT907) auch das RAZR i (XT890) vorgestellt, das als erstes Modell der Reihe einen Intel-Prozessor der Medfield-Plattform besitzt und in Europa verkauft wird. Dieser ist mit 2 GHz getaktet und greift auf 1 GB Arbeitsspeicher zu. Im Gegensatz zum RAZR M fehlt ihm ein LTE-Modem. Ansonsten gleicht es dem Motorola RAZR M, ist allerdings nur für den europäischen und südamerikanischen Markt bestimmt.
Besonderes Merkmal ist der nahezu randlose Bildschirm des Smartphones.

#### RAZR (2020)
Das Motorola Razr ist ein faltbares Android-Smartphone von Motorola Mobility, das am 14. November 2019 vorgestellt wurde und am 14. April 2020 in den deutschen Markt kam.

## Synchronisationsfähigkeit
Kalender- und Telefonbuchdaten des RAZR können mit Windows-PCs synchronisiert werden. In Deutschland und Österreich liefert Motorola dazu mit dem RAZR eine Win32-Synchronisations-Software namens „Motorola Phone Tools“ mit. Unter Ubuntu Linux funktioniert die Synchronisation ohne zusätzliche Software, die Vorbereitung des Systems zur Synchronisation ist allerdings deutlich mühsamer als bei Windows (Stand: Ubuntu Linux 7.04 32-Bit).
Zu Apple-Rechnern mit Mac OS X nimmt das Telefon über das Apple-eigene Programm iSync Verbindung auf. Der Umfang der Synchronisation ist allerdings eingeschränkt, so kann beim RAZR V3xx nur das Adressbuch, nicht aber der Kalender und die Notizen synchronisiert werden. Beim RAZR V3i kann der Kalender aber synchronisiert werden.